# رانتیروو
رانتیروو (به لاتین: Rantířov) یک منطقهٔ مسکونی در جمهوری چک است که در ناحیه ییهلاوا واقع شده‌است. رانتیروو ۲٫۷۶ کیلومتر مربع مساحت و ۴۶۰ نفر جمعیت دارد و ۴۹۴ متر بالاتر از سطح دریا واقع شده‌است.